# Sarcophaga nodosa
Sarcophaga nodosa är en tvåvingeart som beskrevs av Engel 1925. Sarcophaga nodosa ingår i släktet Sarcophaga och familjen köttflugor. Inga underarter finns listade i Catalogue of Life.